# Joan Peers
Pour les articles homonymes, voir Peers.
Joan Peers (née à Chicago en 1909, morte en 1975) est une actrice américaine de théâtre et de cinéma.

## Biographie
Joan Peers est née à Chicago, fille de Franck Peers qui était lui-même acteur. Dans son enfance elle se produit comme danseuse. Elle se marie avec un homme d'affaires, Christy Allen.

## Théâtre
- 1929 : Marry the Man

## Filmographie
- 1929 : Applause
- 1930 : Rain or Shine de Frank Capra
- 1930 : Tol'able David
- 1930 : Paramount on Parade
- 1930 : Around the Corner (en) de Bert Glennon
- 1930 : Anybody's War (en)
- 1931 : The Tip-Off
- 1931 : Buster se marie (Parlor, Bedroom and Bath)
- 1931 : Maman (Over the Hill)